# Ali Dinar
Ali Dinar (tiếng Ả Rập: علي دينار, 1856 – 6 tháng 11 năm 1916) là sultan cuối cùng của Vương quốc Hồi giáo Darfur.
Năm 1898, với sự suy tàn của phong trào Mahdi, ông đã giành lại được độc lập cho Darfur.
Một cuộc nổi dậy do Dinar lãnh đạo vào năm 1915—trong bối cảnh ông ủng hộ Đế quốc Ottoman trong Chiến tranh thế giới thứ nhất—đã khiến chính phủ Anh phái Đoàn thám hiểm Darfur Anh-Ai Cập, khiến ông bị tử trận. Vương quốc Hồi giáo Darfur được hợp nhất vào Sudan thuộc Anh-Ai Cập.

## Tiểu sử

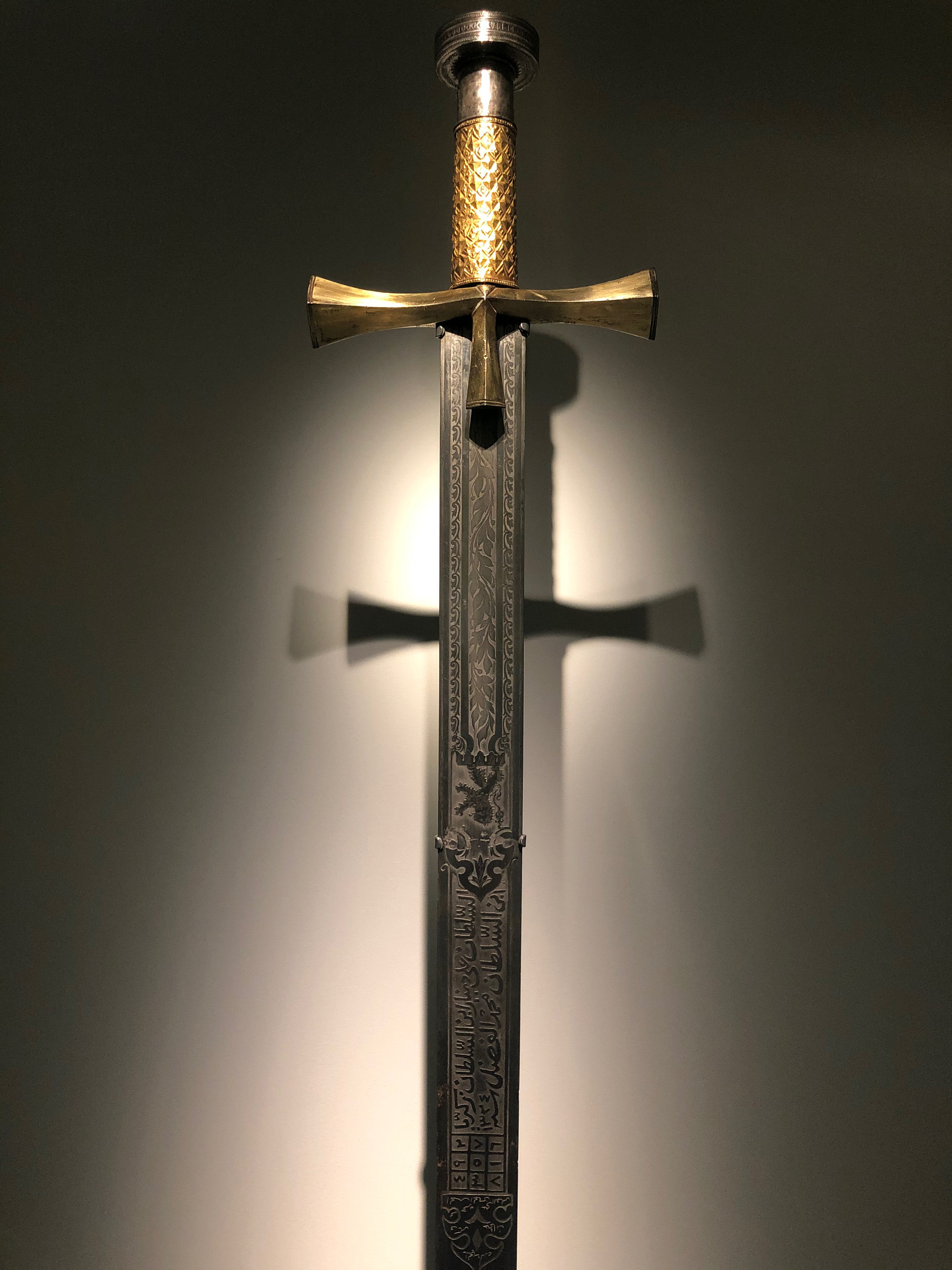
Một thanh kiếm thuộc sở hữu của Ali Dinar, người thừa kế ngai vàng của Vương quốc Hồi giáo Darfur. Ông đã bị giết trong cuộc thám hiểm Darfur Anh-Ai Cập vào năm 1916. Thanh kiếm hiện được trưng bày tại Bảo tàng Anh.

Ali Dinar là con trai của Zakaria, cháu trai của Sultan Muhammad al-Fadl. Ông sinh năm 1856 tại làng Al Shawaya, phía bắc thành phố Nyala. Ông lớn lên trong một gia đình rất sùng đạo. Năm 1874, sau khi người Ai Cập chiếm được Darfur, ông và gia đình được đưa đến Cairo. Năm 1888, Dinar đến Darfur, nơi người em họ của ông là Abul-Khairat là thống đốc. Ông ủng hộ cuộc nổi dậy chống lại những người theo phong trào Mahdi vào năm 1890. Sau khi bị đàn áp vào năm 1891, họ đã phục tùng Nhà nước Mahdi.
Sau đó Dinar đến Omdurman, nơi ông phục vụ cho caliph của Mahdi là Abdallahi ibn Muhammad. Năm 1898, ông trở lại Darfur và được bổ nhiệm làm thống đốc.

### Làm vua
Năm 1898, sau khi người Anh tiêu diệt Nhà nước Mahdi ở Sudan, Dinar tuyên bố là Sultan của Darfur. Tuy nhiên, ông phải công nhận quyền tối cao của Vương quốc Anh. Không lâu sau, ông can thiệp vào cuộc tranh giành ngai vàng ở Vương quốc Hồi giáo Wadai bằng việc ủng hộ Ahmad Abu al-Ghazali, người đã lên ngôi năm 1900. Nhưng ngay sau đó, ông bị lật đổ bởi Muhammad Dud Murra.
Cho đến năm 1908, Dinar phải chiến đấu với kẻ muốn soán ngôi Sanin Hussein. Năm 1910, ông đích thân can thiệp vào cuộc chiến giữa Wadai và Pháp nhưng thất bại.
Bị kích động bởi người Thổ Nhĩ Kỳ và hy vọng giành được độc lập từ người Anh, Ali Dinar đã nổi dậy vào năm 1915, điều này khiến người Anh phát động một cuộc trừng phạt.

### Tử trận
Chỉ huy người Anh ở Sudan, Reginald Wingate, đã tổ chức một cuộc tập hợp quân với gần 2.000 người. Dưới sự chỉ huy của Trung tá Philip James Vandeleur Kelly, các lực lượng này tiến vào Darfur vào tháng 3 năm 1916 và giành thắng lợi quyết định trước quân đội của Ali Dinar trong trận Beringia, chiếm được thủ đô Al-Fashir của Darfur vào tháng 5. Vào thời điểm đó, Ali Dinar đã ẩn náu trên núi, và nỗ lực đàm phán để đầu hàng của ông cuối cùng đã bị người Anh ngăn cản. Khi tung tích của ông được biết đến, một lực lượng quân sự nhỏ đã được phái đến đó, và cuối cùng Sultan đã tử trận sau khi bị bắn vào đầu ngày 6 tháng 11 năm 1916. Vương quốc Hồi giáo Darfur được sáp nhập vào Sudan thuộc Anh-Ai Cập.